# St. Michael (Andernach)

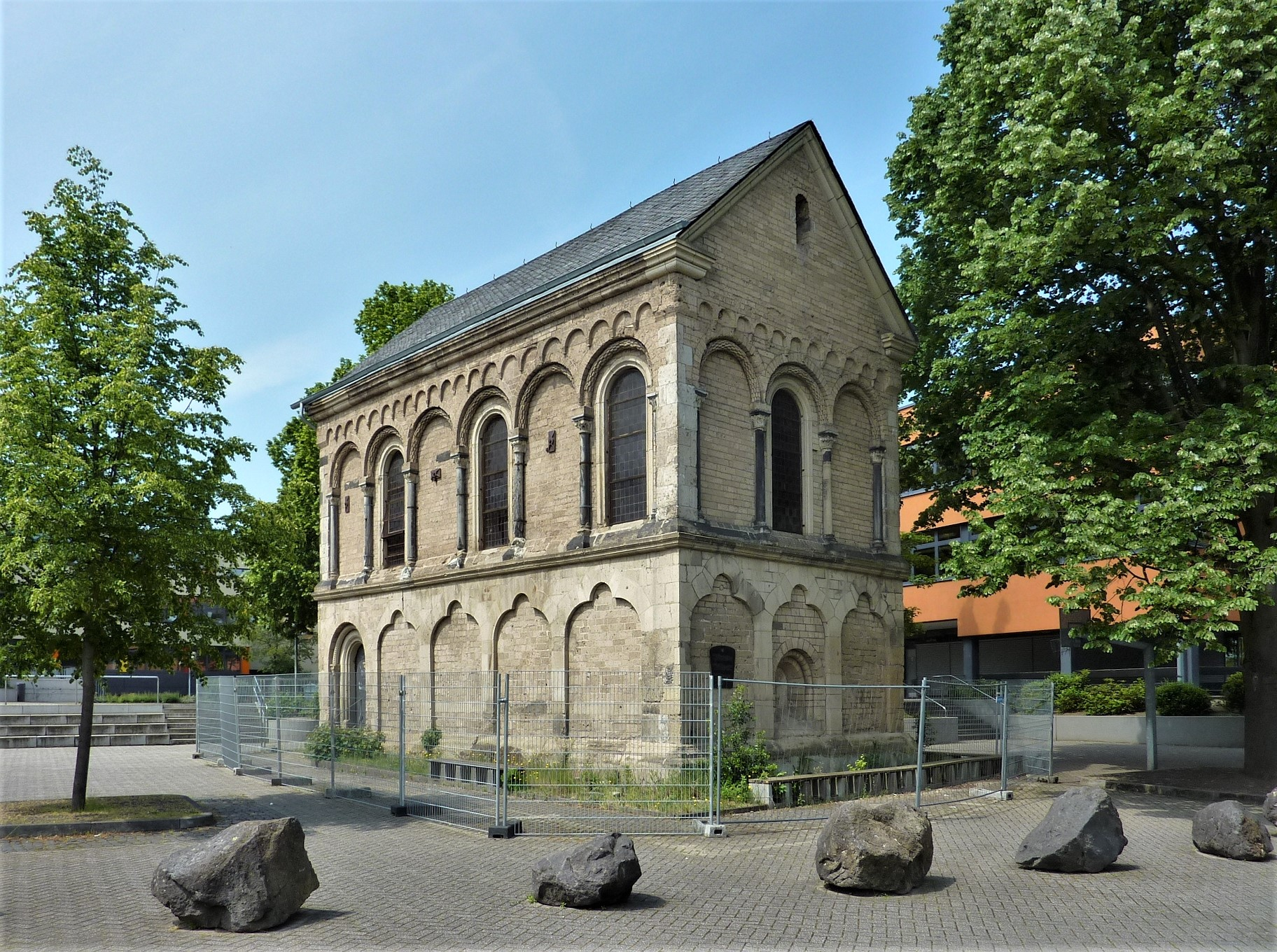
St. Michael zu Andernach (vor der Renovierung)

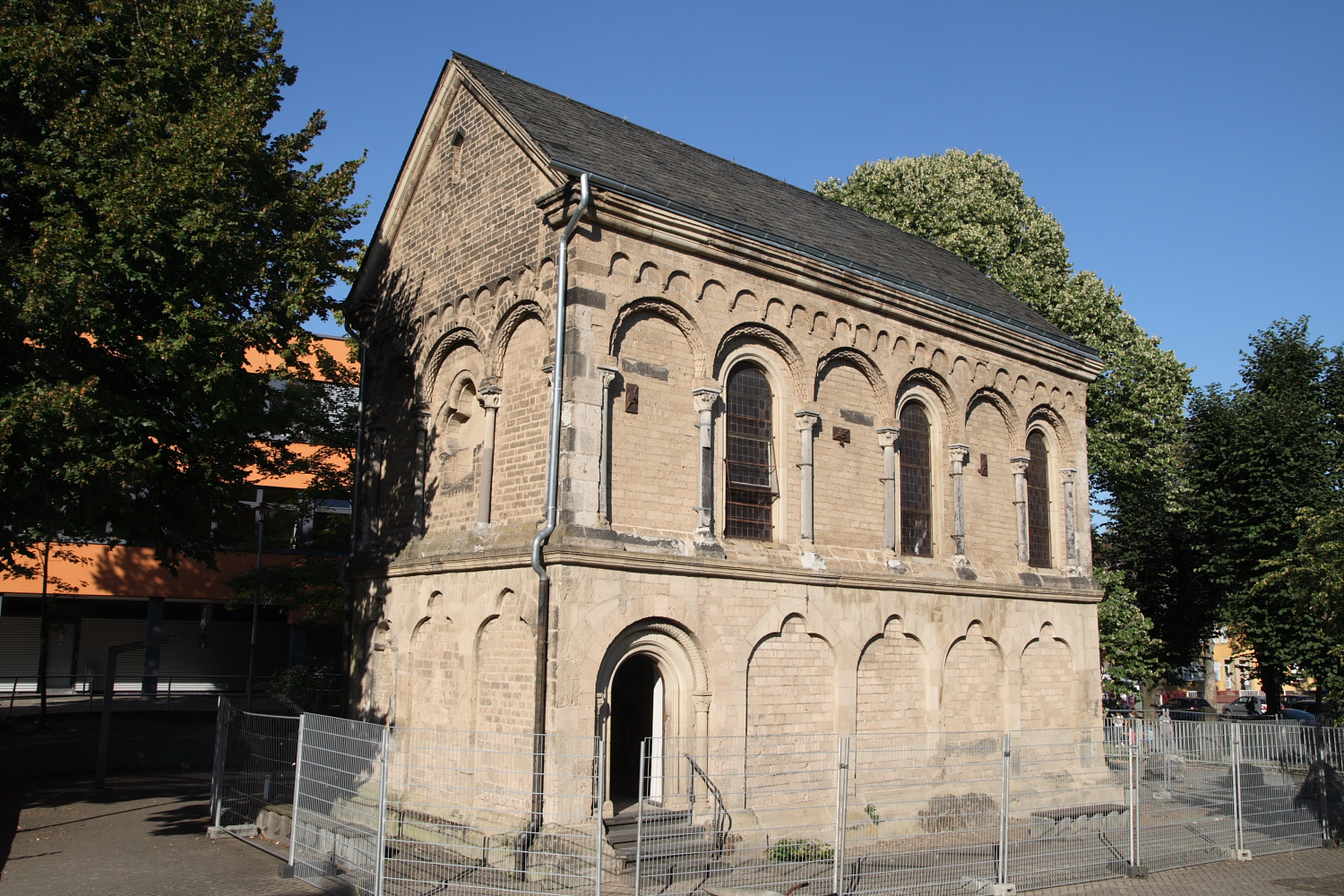
St. Michael (West- und Südseite vor der Renovierung)

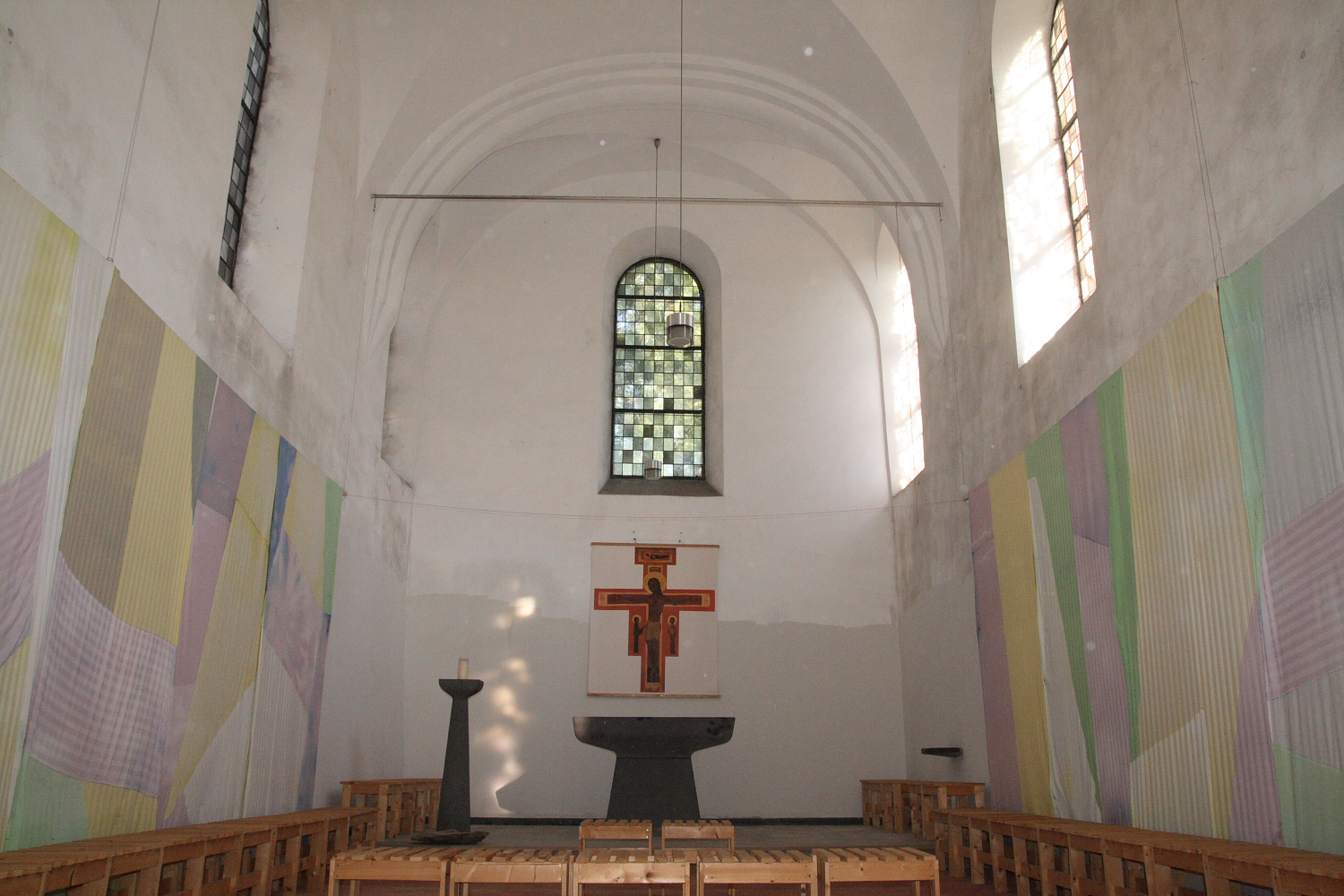
St. Michael (Innenraum mit Blick nach Osten vor der Renovierung)

Die Kapelle St. Michael in Andernach im Landkreis Mayen-Koblenz im Norden von Rheinland-Pfalz wurde 1210/20 erbaut.
Sie gehört zur katholischen Pfarrgemeinde St. Albert und wird vom Pausenhof der Realschule plus St. Thomas umgeben.

## Geschichte
Die Kapelle St. Michael war Friedhofskapelle des ehemaligen  Augustiner-Chorfrauen-Stiftes Unsere Liebe Frau vor den Mauern zu St. Thomas (nach dem heiligen Thomas Becket benannt), vor 1482 Unsere Liebe Frau vor den Mauern/St. Maria, erbaut.
Nachdem bei Restaurierungsarbeiten von 1853 bis 1854 die Fußbodenbeplatten aufgenommen worden waren, wurden in Gewölben zahlreiche gestapelte Särge mit weiblichen Leichen gefunden. In Verbindung mit der Einrichtung der Irrenanstalt St. Thomas wurden Zellen in die Kapelle eingebaut. Dies wurde nach einiger Zeit wieder rückgängig gemacht und der Kapelle ihre eigentliche Bestimmung als Gotteshaus wiedergegeben.

## Architektur

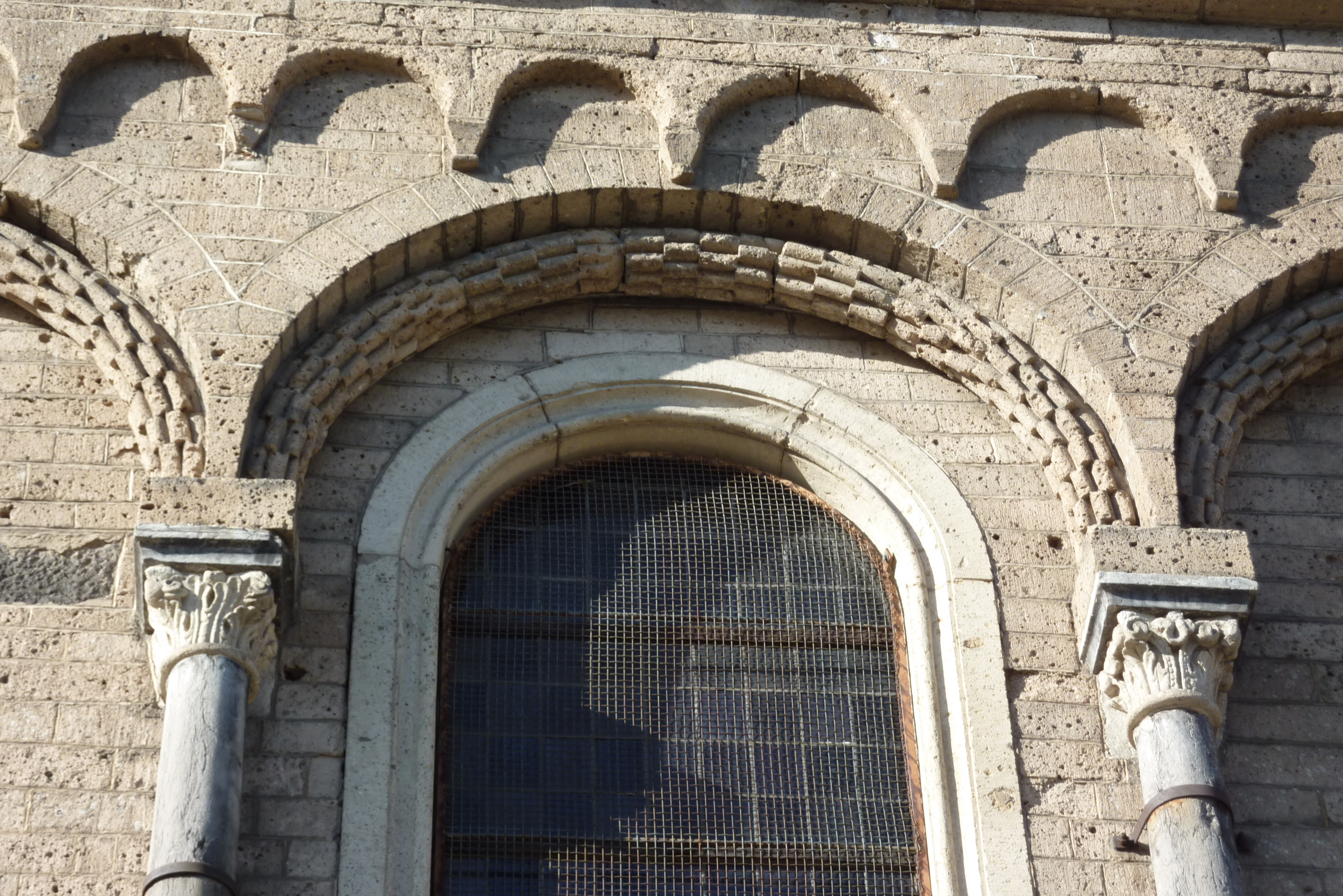
Rundbogenfenster

Während die Kapelle im Innern verändert ist, zeigt der spätromanische Tuffsteinquaderbau außen alle charakteristischen Stilelemente seiner Zeit in Vollendung. Der schlanke Bau besticht durch die Gliederung mit Kleeblattarkaden im Untergeschoss und mit Blendbögen und Säulen im Obergeschoss.

## Renovierung

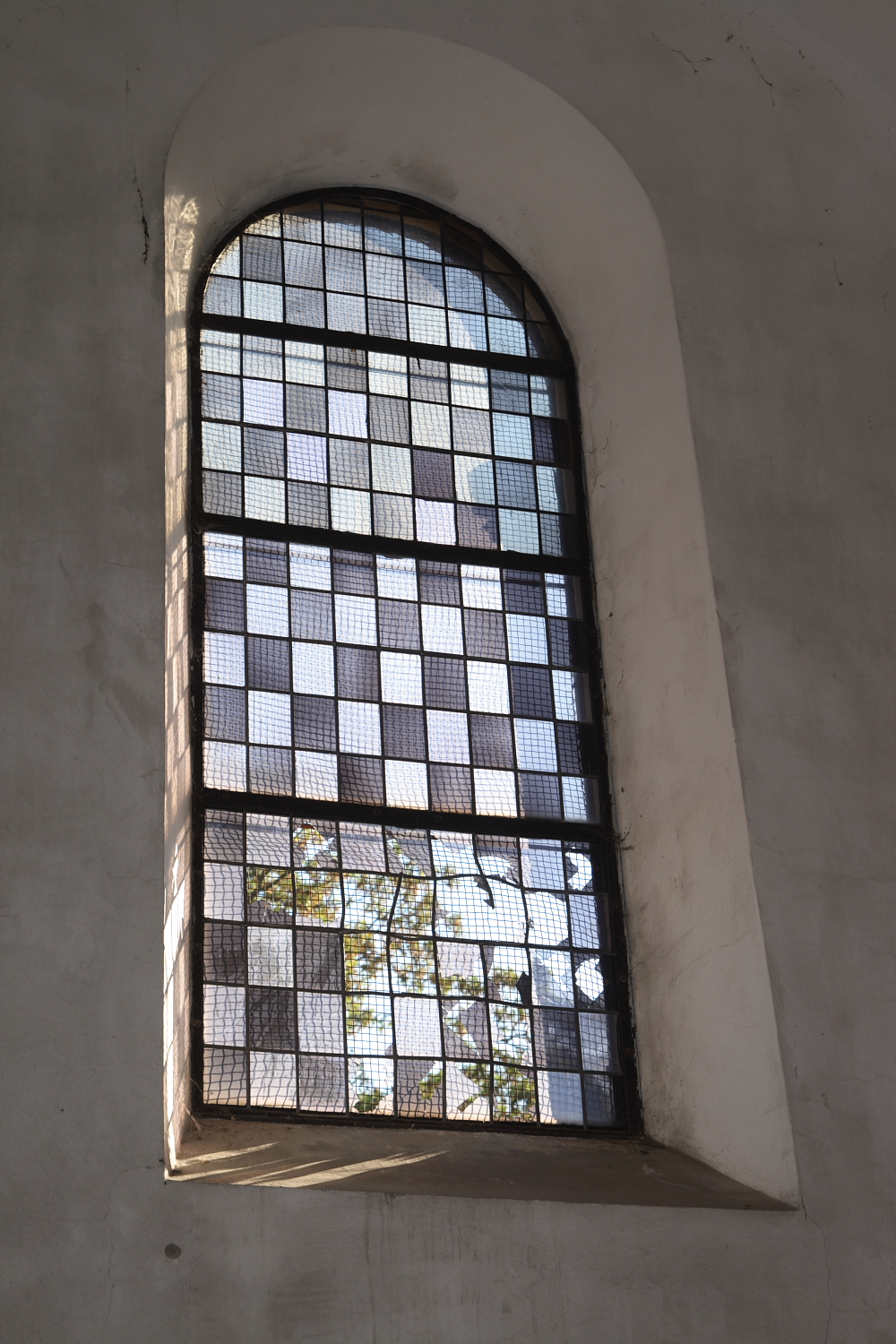
Mutwillig zerstörtes Fenster in der Südseite (vor der Renovierung)

Die Kapelle war bis zum Beginn der Renovierung 2017 in einem desolaten Zustand und akut baufällig. Deshalb musste sie mit einem festen Bauzaun umgeben werden, um die Schulkinder vor möglicherweise herabfallenden Teilen zu schützen. Erste Notmaßnahme war 2015 die Erneuerung der Regenrinnen und Regenrohre.
Im Sommer 2017 begann die umfassende Renovierung, die bis Dezember 2018 dauerte. Das Dach wurde neu gedeckt und Teile der Fassade wurden ersetzt und ausgetauscht, ebenso im Inneren die Stromleitungen und die Beleuchtung. Unter dem neuen Fußboden entstand eine Fußbodenheizung und der komplette Innenraum wurde einheitlich weiß gestrichen. Der Altar für die Kapelle wurde aus dem alten Hochaltar aus Basalt der St.-Albert-Kirche geschnitten und dem beengten Platz angepasst. Die neuen Buntglasfenster stellen laut Künstler den siebentägigen Schöpfungszyklus dar.
Die Kosten der Renovierung trug zum größten Teil das Bistum Trier, nachdem der Verwaltungsrat der Pfarrgemeinde St. Albert unter Zustimmung des Pfarrgemeinderates beschlossen hatte, die ebenfalls baufällige Pfarrkirche St. Albert aufzugeben und die Kapelle St. Michael als neues geistliches Zentrum für die zahlenmäßig immer kleiner werdende Gemeinde zu nutzen. Weitere bedeutende Anteile an den Kosten übernahmen die Deutsche Stiftung Denkmalschutz, die Glücksspirale und der 2015 gegründete Förderverein sowie einzelne Gemeindemitglieder, die Sammlungen für die Kapelle durchführten.
Für die bisherige Pfarrkirche St. Albert wären mehrere kostspielige Reparaturen angefallen, angefangen mit dem reparaturbedürftigen Dach einschließlich eines völlig neu zu konzipierenden Blitzschutzes bis hin zu der im Herbst 2017 ausgefallenen und nicht mehr reparablen Kirchenheizung. Die Pfarrkirche St. Albert wurde am 25. November 2018 im Rahmen eines Pontifikalamtes, geleitet vom Trierer Weihbischof Jörg Michael Peters, unter großer Anteilnahme vieler Gläubiger aus ganz Andernach und mehrerer ehemaliger Priester der Gemeinde profaniert.
Am 9. Dezember 2018 weihte der Trierer Bischof Stefan Ackermann die Kapelle St. Michael ein und konsekrierte den neuen Altar. Dazu wurde die Reliquie des heiligen Albertus Magnus aus dem Altar der ehemaligen Kirche St. Albert in den neuen Altar übertragen. Verschiedenen Gebetsimpulse und musikalische Beiträge verschiedener Gruppen aus der Gemeinde begleiteten den Weihetag, der mit einer Vesper schloss.
Schon am nächsten Tag nutzten Schülergruppen des Schulzentrums die St.-Michaels-Kapelle.

## Förderverein
Im Mai 2015 wurde der „Förderverein St. Michaelskapelle Andernach“ gegründet und im Juni 2015 als gemeinnütziger Verein ins Vereinsregister eingetragen. Erstes Ziel des Fördervereins ist es, den Eigenanteil der Pfarrgemeinde St. Albert aufzubringen. Darüber hinaus soll für die innere Gestaltung und die laufenden Kosten langfristig gesorgt werden.
In der Mitgliederversammlung am 11. Januar 2016 hieß es, dass durch Mitgliederbeiträge, Veranstaltungen und Spenden von ortsansässigen Sparkassen, Banken und Handwerksbetrieben bereits über 9.000 € zusammengekommen seien.
Bis Dezember 2018 unterstützte der Förderverein die Restaurierung der St. Michaelskapelle mit rund 37.000 €.